# Susanne Hofer (Gewerkschafterin)
Susanne Hofer (* 8. Dezember 1994 in Graz) ist eine österreichische Gewerkschafterin (FSG). Von Mai 2018 bis September 2021 war sie Vorsitzende der Österreichischen Gewerkschaftsjugend.

## Leben
Susanne Hofer arbeitet als Assistentin für Kinder mit Beeinträchtigungen bei der Lebenshilfe in Graz und  ist dort seit November 2018 auch Betriebsrätin.
Im Februar 2017 wurde Susanne Hofer als geschäftsführende Bundesjugendvorsitzende der Gewerkschaft der Privatangestellten, Druck, Journalismus, Papier bestellt und folgte damit Christian Hofmann nach. Im Mai 2018 wurde sie als erste Frau zur geschäftsführenden Vorsitzenden der Österreichischen Gewerkschaftsjugend gewählt. In dieser Position folgt sie Sascha Ernszt nach. Im November 2019 wurde sie von den Delegierten zum ÖGB-Bundesjugendkongress zur Vorsitzenden der Österreichischen Gewerkschaftsjugend gewählt. Im September 2021 folgte ihr Richard Tiefenbacher in dieser Funktion nach.